# Jugoskandik
Jugoskandik war eine der ersten Privatbanken Serbiens nach dem Zerfall des sozialistischen Jugoslawiens. Das Unternehmen stellte Geldmittel für die serbische Kriegführung in Bosnien-Herzegowina bereit.

## „Pyramidenspiel“ und Schmuggel
Jezdimir Vasiljević, ein Serbe, der Jugoslawien im Alter von 18 Jahren verlassen und längere Zeit in Australien gelebt hatte, gründete Jugoskandik nach seiner Rückkehr im Jahr 1987 zunächst als Import-Export-Unternehmen. Im Zuge des Zusammenbruchs der jugoslawischen Wirtschaft seit Beginn der Jugoslawienkriege baute Vasiljević das Unternehmen entgegen den in Serbien bestehenden Gesetzen zu einer Bank aus. Zu Beginn ließ er großformatige Zeitungsanzeigen schalten, in denen er zum Boykott der D-Mark aufrief, weil sie „in kolonialer Weise“ die Welt versklave. Die Deutsche Mark war in der zweiten Hälfte der 80er Jahre aufgrund der galoppierenden Inflation und der Entwertung des Dinars zur inoffiziellen Zweitwährung geworden. Der größte Teil der Devisensparguthaben, deren Summe in ganz Jugoslawien auf 11 Milliarden DM geschätzt wurde, war in Deutscher Mark angelegt.
Um die Devisenguthaben der serbischen Sparer für die Kriegführung zu nutzen, ließ Slobodan Milošević Ende 1991 zunächst eine staatliche „Anleihe für Serbien“ auflegen. Diese brachte jedoch nur 225 Mio. DM ein, was weit hinter den Erwartungen zurückblieb. Daraufhin begannen Jugoskandik und eine weitere Privatbank, Dafiment, für Devisenguthaben bis zu 15 % Zinsen pro Monat auszuzahlen. Grundlage dafür war, ähnlich wie später in Albanien, die Ponzi-Finanzierung („Pyramidenspiel“): die Zinsen wurden aus neu hinzugekommenen Guthaben bezahlt. Es gelang Jugoskandik, 500.000 Sparer anzuwerben, die meist kleinere Beträge zwischen 1.000 und 5.000 DM anlegten. Bei einer Anlage von 1.000 $ erhielten die Anleger 150 $ im Monat (entsprechend in DM), das war der vierfache Monatslohn eines Arbeiters. Bei einer Hyperinflation von bis zu 20.000 % im Jahr 1993 hielten sich viele Sparer nur mit den Jugoskandik-Zinsen über Wasser, was der Bank zu großer Popularität verhalf. Ihr Chef wurde im Volksmund liebevoll „Boss Jezda“ genannt.
Nach dem UNO-Embargo gegen Restjugoslawien am 30. Mai 1992 stieg Vasiljević in den Schmuggel ein. Den Beginn der Sanktionen feierte er mit einem großen Fest im Hotel „Miločer“ in Bar. Anwesend war die gesamte montenegrinische Prominenz einschließlich des Regierungschefs Momir Bulatović. Den Bürgern wurde zugesagt, dass sie dank „Jezda“ vom Embargo nicht zu spüren bekämen. Vasiljević kaufte gegen den Willen der Belegschaft die montenegrinischen Tankstellen der früheren Staatsfirma Jugopetrol. Anfang 1993 besaß er gelagertes Öl im Wert von 6 Mio. $, ferner investierte er 300.000 $ in eine Fabrik für Lederkleidung in Berane und kaufte ein Tabakkombinat in Podgorica. In Serbien handelte er mit Öl, Mehl und Zucker.
Die montenegrinische Regierung verkaufte Vasiljević die Ferieninsel Sveti Stefan, auf der am 2. September 1992 das spektakuläre Schachturnier Bobby Fischers gegen Boris Spasskij stattfand. Auf der Pressekonferenz spuckte Fischer demonstrativ auf ein Schreiben des U.S. Treasury Department, in dem ihm wegen des Verstoßes gegen die UNO-Sanktionen mit einer hohen Geldstrafe und bis zu zehn Jahren Haft gedroht wurden. Vasiljević sicherte das Grundstück mit einer Privatarmee, die den Journalisten Dagobert Kohlmeyer während des Turniers verhaftete, einen Tag lang verhörte und mit dem Tod bedrohte. Die Beschäftigten erhielten von Vasiljević jedoch keinen Lohn, vom Kaufpreis bezahlte er nur die ersten beiden Monatsraten.

## Politische Beziehungen
Jugoskandik und das „Schwesterunternehmen“ Dafiment unterhielten enge Beziehungen zur Sozialistischen Partei Serbiens. Dafiment finanzierte die Partei im Süden Serbiens über eine in Vranje ansässige Möbelfabrik. Jugoskandik gab 200.000 DM für den Belgrader Wahlkampf des damals sozialistischen Kandidaten Nebojša Čović aus, der nach dem Sturz Miloševićs stellvertretender serbischer Premierminister wurde. Dafür erhielt Jugoskandik den Auftrag, die öffentlichen Unternehmen der Stadt zu modernisieren. Vasiljević behauptete, seit 1991 107 Millionen D-Mark für die Bestechung von Politikern ausgegeben zu haben.
Die Bank leitete gesammeltes Geld für Waffen und Ausrüstung an serbische Paramilitärs in Bosnien weiter und spendete direkt an die „Serbischen Tiger“ Željko Ražnatovićs. Nach der Darstellung eines Zeugen vor dem ICTY erteilte Milošević Vasiljević den Auftrag, ein Konto für die Unterstützung von Paramilitärs bei der serbischen Firma Crvena Zastava zu eröffnen, Vasiljević zahlte 750.000 bis 1 Mio. DM auf dieses Konto ein, das Geld wurde von einem serbischen Geheimdienstoffizier in einem Koffer über die Landesgrenze geschmuggelt, um Uniformen und Verpflegung für Paramilitärs zu kaufen. Nach Angaben einer Angehörigen des serbischen Kriegsministeriums, Dobrila Gajic-Glisic, sowie Zeugenaussagen vor dem ICTY soll Vasiljević im Oktober 1991 einen Vertrag über eine für die bosnischen Serben bestimmte Waffenlieferung mit Israel vermittelt haben, das Geschäft wurde über den Kroaten Boris Krasnic und die Firma Jugoeksport abgewickelt. Der Waffenhandel spielte jedoch bei den Geschäften von Jugoskandik nach Einschätzung westlicher Diplomaten nur eine geringe Rolle, weil die meisten Waffen für die Jugoslawienkriege im Land selbst produziert wurden. Nach Einschätzung unabhängiger Journalisten aus dem früheren Jugoslawien waren die Bank und ihr Chef Teil eines kriminellen Netzwerks, das unter dem Dach des serbischen Geheimdienstes und seines Chefs Jovica Stanišić aufgebaut wurde.
Am 7. März 1993 verließ Vasiljević Serbien plötzlich in Richtung Budapest. Vom serbischen Fernsehen, bei dem dies am 8. und 9. März die Hauptnachricht war, wurde er zunächst um Rückkehr gebeten. Die Nachricht von seiner Flucht aus dem Land führte zu Demonstrationen geprellter Anleger. Unmittelbar nach seiner Flucht beging Radovan Nikolić, ein Direktor des Unternehmens Jugodrvo, das Öl aus Rumänien schmuggelte, angeblich in seinem Haus Selbstmord. Ein anderer Direktor dieses Unternehmens, Branimir Vuković, wurde in der Nähe von Novi Sad ermordet Vasiljević floh anschließend über Israel nach Ecuador, von wo aus er mehrere Fernsehinterviews gab, in denen er Miloševićs korruptes und verbrecherisches Regime kritisierte. Grund für seine Meinungsänderung war nach Meinung des Journalisten Thomas Brey eine von Milošević losgetretene Kampagne gegen „Kriegsgewinnler“ und „Mafiabosse“. 
Nach Miloševićs Sturz kehrte Vasiljević im Februar 2001 nach Serbien zurück und wurde zunächst verhaftet. Im Oktober 2001 wurde er gegen eine Kaution von 1 Mio. DM auf freien Fuß gesetzt. Die Belgrader Staatsanwaltschaft legte gegen diese Entscheidung des Bezirksgerichts Widerspruch ein. Sie bezifferte seinen Gewinn aus Jugoskandik auf 45 Mio. DM und die den Sparern entstandenen Schäden auf 217 Mio. DM. Vasiljević gab sein gesamtes Vermögen mit 68 Mio. DM an. Bezirksrichter Života Đoinević, der ihn freiließ, wurde nach der Ermordung Zoran Đinđićs am 27. März 2003 seinerseits verhaftet, in seinem Haus wurden 70.000 Euro sowie ein beträchtliches Waffenarsenal gefunden. Vasiljević trat im Jahr 2004 als Kandidat bei den serbischen Präsidentschaftswahlen an.